# Nochmal!
Nochmal! – osiemnasty album niemieckiego piosenkarza Thomasa Andersa oraz szósty album niemieckiego piosenkarza i prezentera Floriana Silbereisena, wydany 27 grudnia 2024 roku.

## Lista utworów
| Nr  | Tytuł utworu                                        | Długość |
| --- | --------------------------------------------------- | ------- |
| 1.  | „Wir Tun Es Nochmal”                                | 3:46    |
| 2.  | „Alles Wird Gut”                                    | 3:39    |
| 3.  | „Neonfarbenwelt”                                    | 3:39    |
| 4.  | „Alles Funkelt! Alles Glitzert!”                    | 4:05    |
| 5.  | „Licht Ins Dunkel”                                  | 3:20    |
| 6.  | „Sie!” (oraz Barbara Schöneberger)                  | 3:06    |
| 7.  | „Schon OK”                                          | 3:48    |
| 8.  | „Nachtzug Nach Venedig”                             | 3:35    |
| 9.  | „Lied Des Lebens”                                   | 3:58    |
| 10. | „Wer Wagt Gewinnt!”                                 | 3:18    |
| 11. | „Herzen Tanzen Tango”                               | 3:45    |
| 12. | „Solang Sich Die Erde Dreht”                        | 3:29    |
| 13. | „Das Macht Doch Nichts”                             | 3:33    |
| 14. | „Alles Auf Anfang”                                  | 3:43    |
| 15. | „Zurecht Zu Sehr Geliebt”                           | 3:35    |
| 16. | „Verboten Gut”                                      | 3:56    |
| 17. | „Der Mann Mit Der Gitarre”                          | 3:19    |
| 18. | „Wenn Ein Stern Vom Himmel Fällt”                   | 3:57    |
| 19. | „Heute Nacht”                                       | 3:22    |
| 20. | „Sie Sagte Doch Sie Liebt Mich (Nochmal! Remix)”    | 3:24    |
| 21. | „Sie Hat Es Wieder Getan (Nochmal! Remix)”          | 4:00    |
| 22. | „Sie! (Nochmal! Remix)” (oraz Barbara Schöneberger) | 3:09    |
| 23. | „Versuch's Nochmal Mit Mir (Nochmal! Remix)”        | 4:09    |
| 24. | „Du Kannst Ein Sieger Sein (Nochmal! Remix)”        | 3:43    |
| 25. | „Manchmal Werden Träume Wahr (Nochmal! Remix)”      | 3:46    |
| 26. | „Zooom! (Nochmal! Remix)”                           | 3:48    |
| 27. | „Alles Funkelt! Alles Glitzert! (Nochmal! Remix)”   | 3:41    |
| 28. | „Gemeinsam Niemals Einsam (Nochmal! Remix)”         | 3:50    |
| 29. | „Wenn Raketen Steigen (Nochmal! Remix)”             | 3:45    |
|     |                                                     | 1:46:08 |

Na podstawie Discogs.